# Logania biloba
Logania biloba är en tvåhjärtbladig växtart som beskrevs av B.J. Conn. Logania biloba ingår i släktet Logania och familjen Loganiaceae. Inga underarter finns listade i Catalogue of Life.